# ギロチン社
ギロチン社 （ぎろんちんしゃ）は、20世紀初頭の 日本のアナキスト集団である。帝国国家のメンバーを標的にしたが失敗した。 1920年代初頭に計画した裕仁皇太子の攻撃により、メンバーの古田大次郎と中浜鉄が絞首刑にされた。
2018年の映画菊とギロチンでは主題となって描かれた。